# BBeB
BBeB (de Broad Band eBook) és un format propietari per a llibres electrònics desenvolupat per Sony i Canon. Va ser dissenyat originalment per al lector de llibres electrònics Sony Librié i era suportat per tots els seus dispositius de tinta electrònica fins al 2010, data en què Sony va abandonar el format.
Els fitxers BBeB fan servir les següents extensions: LRS, LRF i LRX.
Els fitxers LRS són fitxers XML que compleixen l'especificació BBeB Xylog XML. Són el codi font dels llibres en format BBeB. LRF és la versió compilada del fitxer LRS. Si en compilar s'usa una encriptació DRM s'usa l'extensió LRX. Les versions LRF i LRX són les que es distribueixen als usuaris per al seu ús en els lectors de tinta electrònica.
El format LRS té publicades les seves especificacions, però els formats LRF i LRX no tenen publicades les seves especificacions i són propietaris. La conversió (compilació) de LRS a LRF pot fer-se amb l'eina XylogParser.dll. Aquesta eina és gratuïta però actualment no té suport.
El juliol del 2010, la botiga d'ebooks de Sony (Sony ebook store) va deixar d'usar el format BBeB i va convertir tot el seu catàleg a format ePUB.